# Polygonia c-aureum
Polygonia c-aureum är en fjärilsart som beskrevs av Carl von Linné 1758. Polygonia c-aureum ingår i släktet Polygonia och familjen praktfjärilar. Inga underarter finns listade i Catalogue of Life.

## Bildgalleri

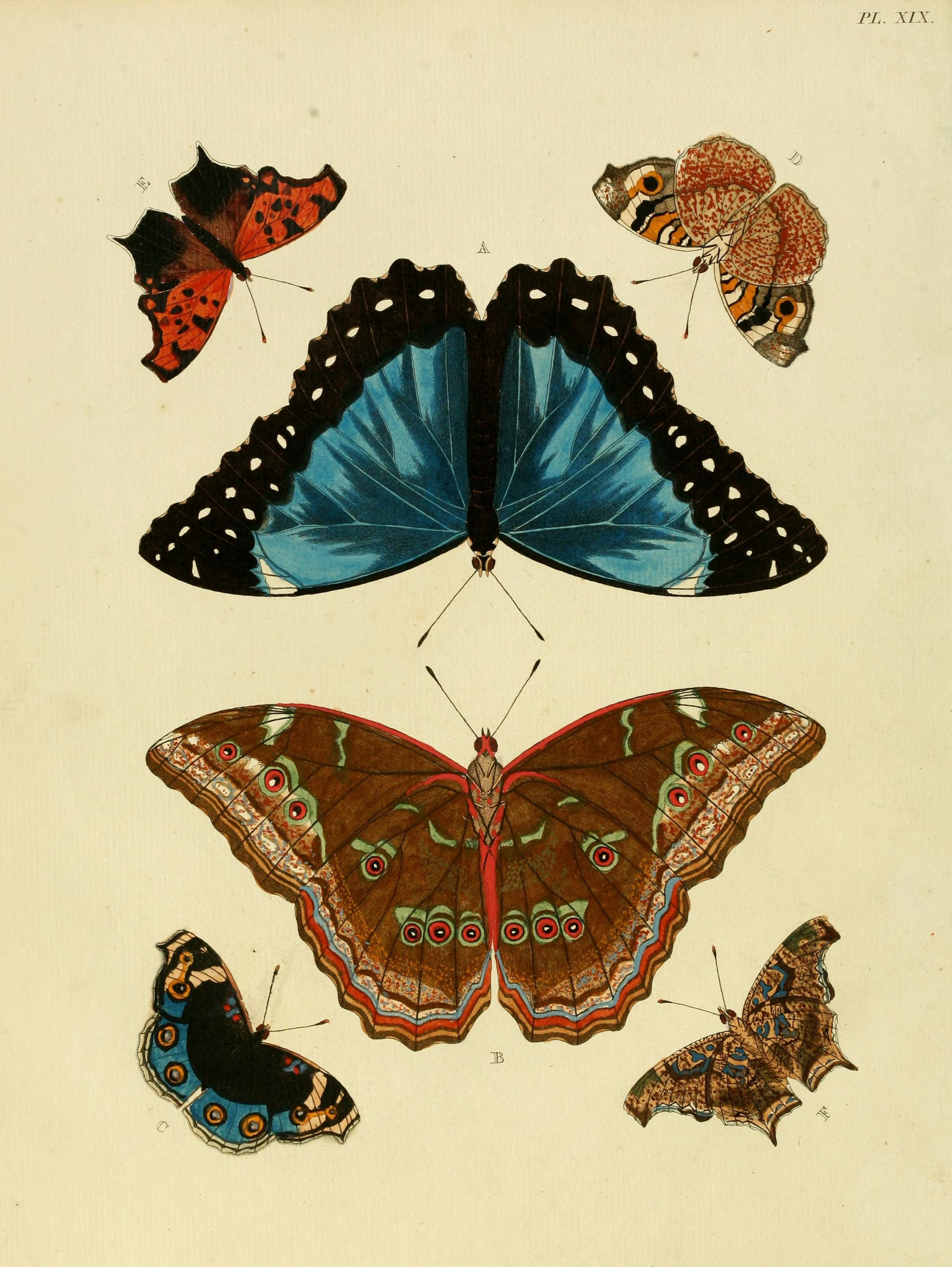
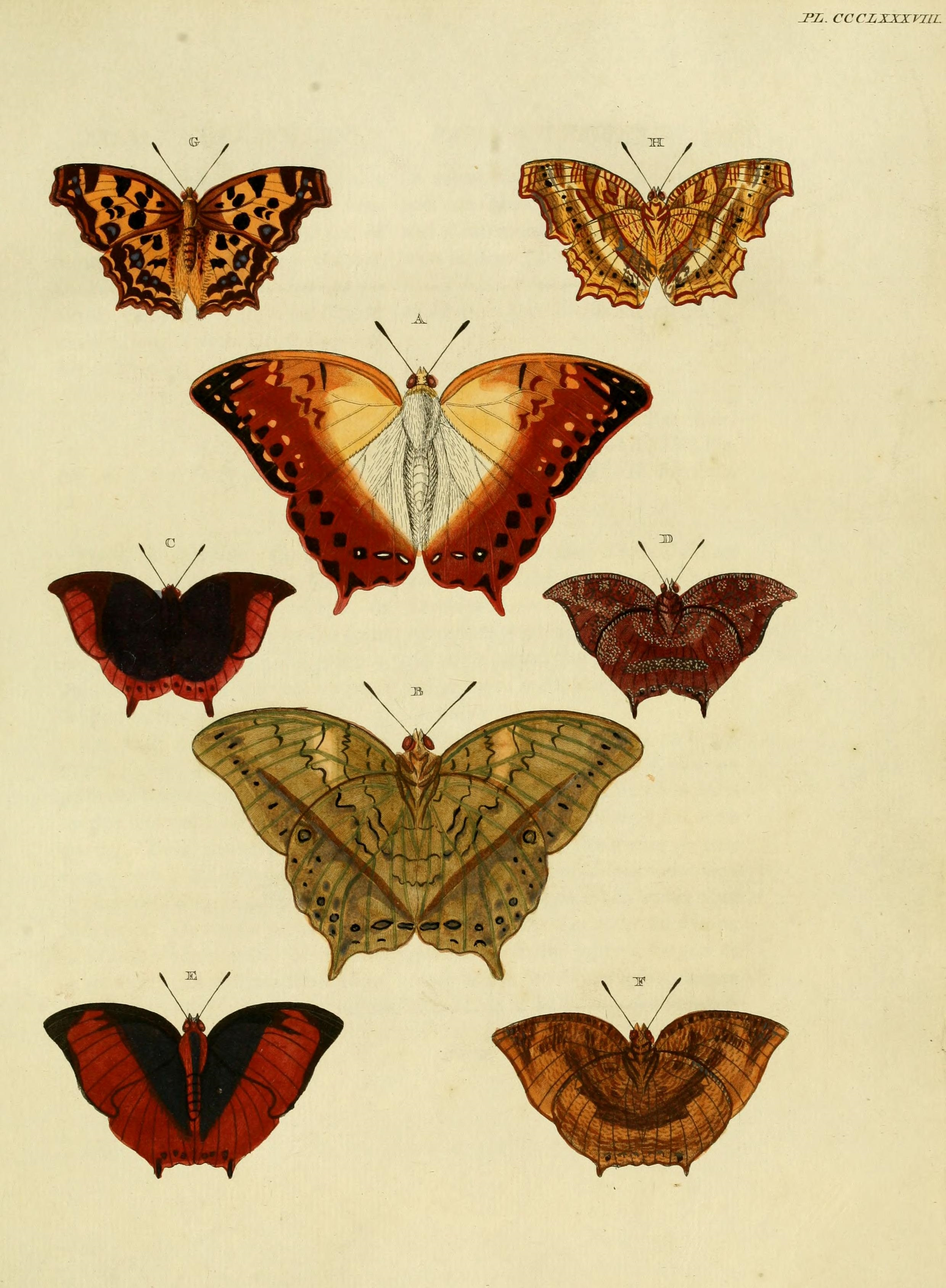
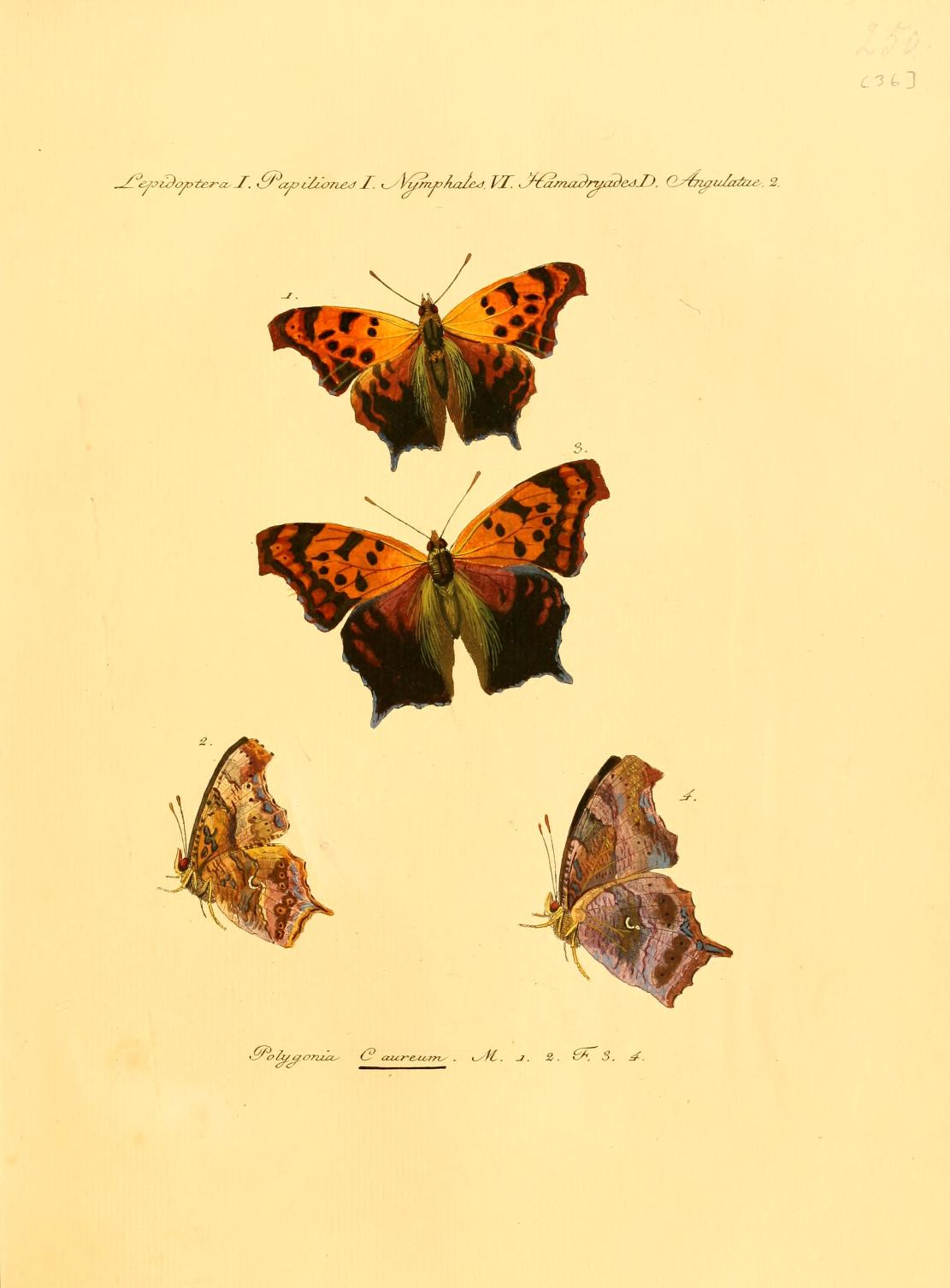
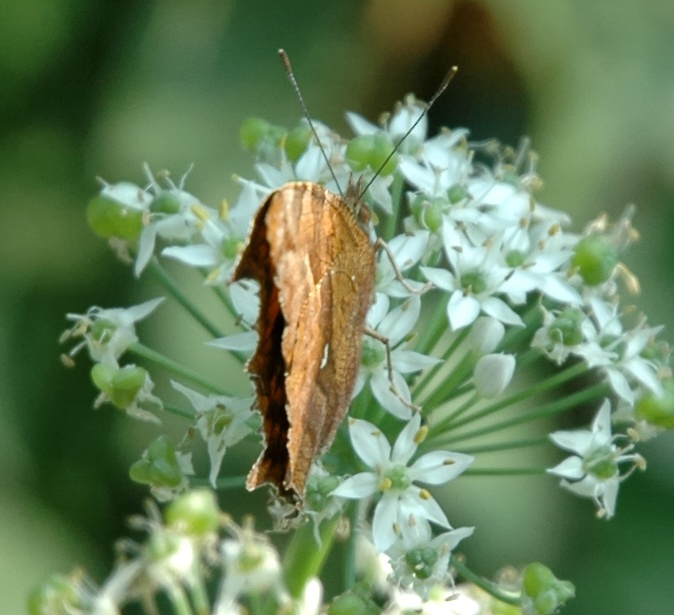
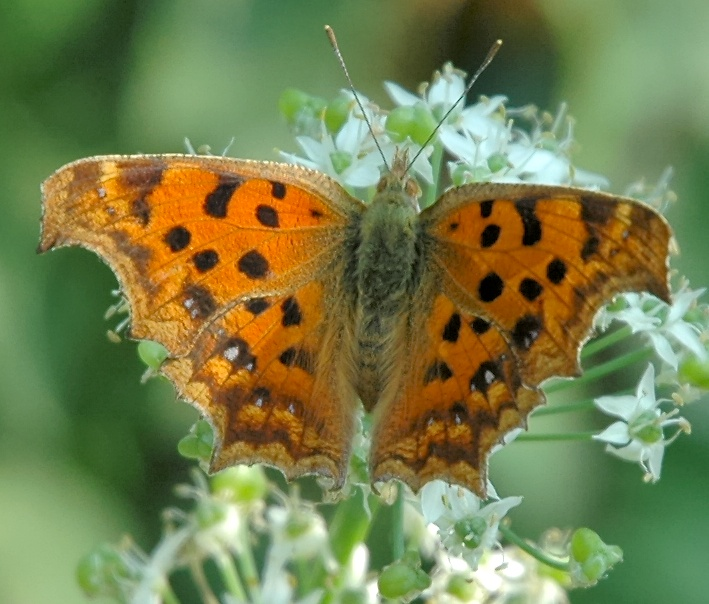
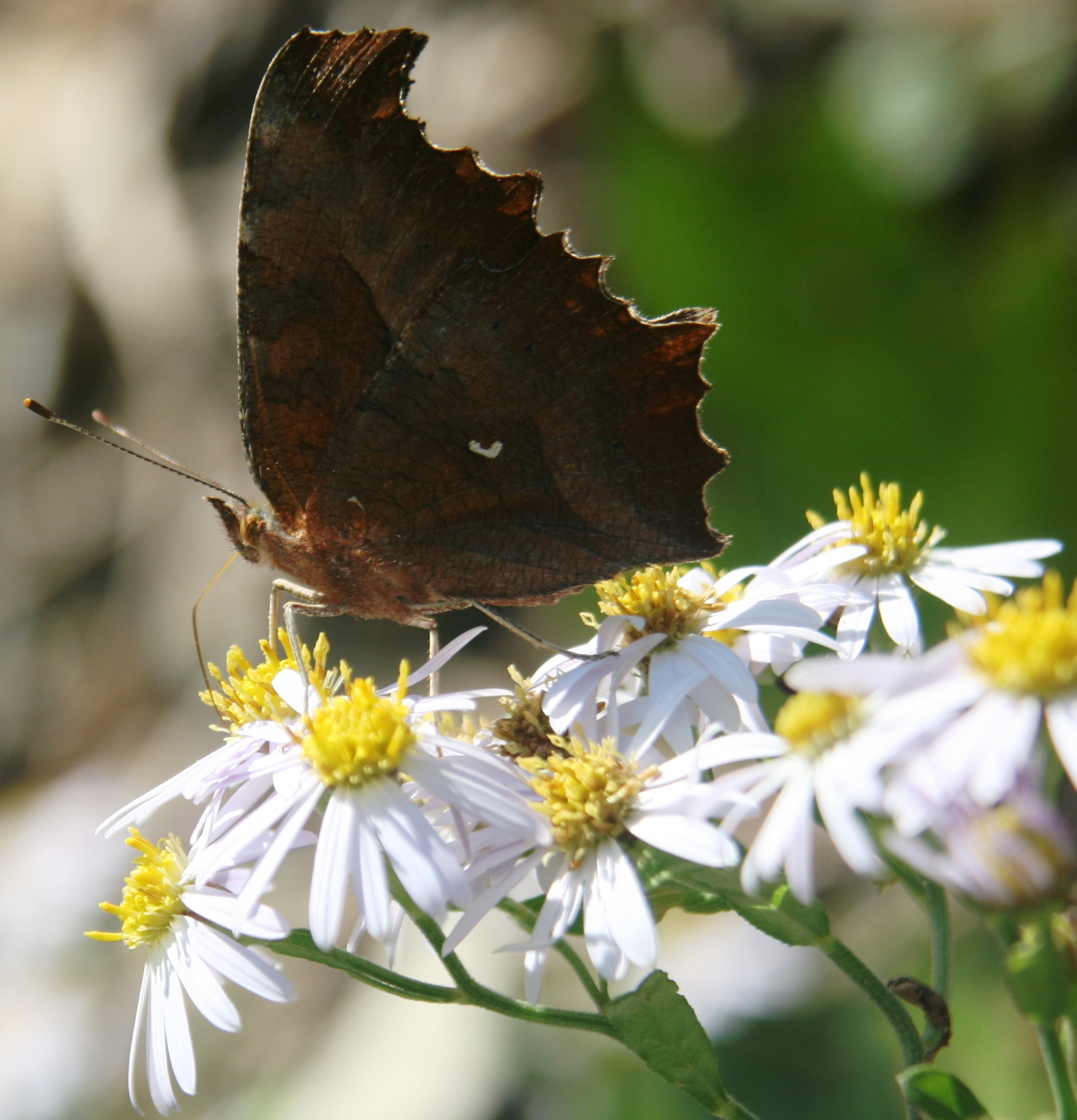